# Willem de Heusch
Willem de Heusch, nizozemski slikar, * 1625, Utrecht, † 1692, Utrecht.
O njegovem življenju ni natančnih in zanesljivih zapisov. Učil naj bi se pri Janu Bothu, vendar je možno tudi, da sta med potovanjem po Italiji hkrati pričela posnemati slog krajinskega slikarstva Claudea Lorraina. Zapisano je samo, da je predsedoval cehu umetnikov v Utrechtu, v vodstvu katerega so bili tudi Jan Both, Cornells Poelemburg in Jan Weenix.
Podpisoval se je s polnim imenom, začenši z monogramom »GDH« (G pomeni Guilliam oz. Guglielmo). Tudi njegov nečak Jacob de Heusch je bil priznan nizozemski krajinski slikar.